# 氣鳴樂器
氣鳴樂器是薩克斯樂器分類法（H&S分類法）中的其中一個主要分類。所使用的編號為“4”。

## 定義
如果某一件樂器，其發聲體是單純來自空氣的振動而產生聲響，並且不涉及其他物件所産生的震動—例如絃線、膜；或由樂器的自身震動而發出聲音（即等同於體鳴樂器），該樂器便可稱為「氣鳴樂器」。另外，薩克斯分類法亦把採用簧片的樂器納入為氣鳴樂器類，原因是當空氣通過簧片間的空隙時，簧片間的本身震動改變了空隙的多少，間接令空氣流因不同的壓力而產生不同的音高變化，期間簧片本聲的震動並不構成發聲，因此仍符合定義要求。

## 歸類方法

### 子類
注意：以下列表並未有列出所有類別
H&S分類法將氣鳴樂器分為兩個子類：

#### 41分類
- 如果空氣的震動並不受到樂器本身所限制，這些樂器其分類號碼定為41。

- 411（空氣自由流動，突然受外來物質所佔據，產生急促流動而發出聲響）：劍身、鞭
- 412（氣流有規律地受到限制）

- 412.1 （氣流先震動簧片，再因簧片的震動影響氣流的運行）

- 412.13 （簧片安裝在預設坑槽內）

- 412.131 （預設坑槽內的裝有單式簧片）：巴烏、定音管、吹吹捲
- 412.132 （在預設坑槽內裝有多重簧片）：手風琴、簧風琴、口琴、笙、口風琴

- 412.2（非受簧片震動所影響）

- 412.21 （旋轉式氣鳴樂器）：警笛
- 412.22 （軸心式氣鳴樂器）：牛吼器、

- 413（爆破式氣流—空氣受到突然的壓縮及突然釋放所產生的聲效）：

- 413.1 （外爆式）：氣槍
- 413.2 （內爆式）：音律管、巫毒鼓

#### 42分類
- 如果空氣的震動只在樂器內受限，這些樂器其分類號碼定為42。這部份所屬的樂器非常多，包括涵蓋常見的管樂器。

- 420 （以邊棱音 (Edge tone) 發聲的非笛類樂器）：水鳧哨子

##### 421
- 421 （邊棱樂器，笛類），其中一個為數眾多的分類。
- 421.1 （以演奏者的咀唇製造絲帶般的氣流）

- 421.11 （由末端缺口吹氣入內）

- 421.111 （單管式、單孔）

- 421.111.1 （單孔開口在下方）

- 421.111.11 （沒有指孔）
- 421.111.12 （有指孔）：韓國短簫、巴爾幹木笛、尺八、簫

- 421.111.2 （單孔開口，但笛底為閉塞形）
- 421.111.3 （單孔開口，但笛底為半閉塞形）

- 421.112 （排簫類）

- 421.112.1 （末端打開）：部分排簫
- 421.112.2 （末端閉塞）：一般的排簫
- 421.112.3 （打開、閉塞混合型）

- 421.12 （由側端缺口吹氣入內）

- 421.121 （單吹口）

- 421.121.1 （末端開放式）

- 421.121.11 （沒有指孔）
- 421.121.12 （有指孔）：長笛、短笛、中音長笛、低音長笛、笛子、梆笛、橫笛、法竹、大笒、中笒、小笒、高麗笛、能管、龍笛、篠笛、越南竹笛

- 421.121.2 （末端部份開放形）
- 421.121.3 （末端部份閉塞）

- 421.122 (橫排笛類）

- 421.13 （船形笛）：一般螺號、吹壺
- 421.14 （缺口笛）—現時多已歸入 421.11及其分類

- 421.2 （有導管連接笛身）

- 421.21 （外置形導管）

- 421.211 （單管式外置形導管）

- 421.211.1 （末端開放型）

- 421.211.11 （沒有孔）
- 421.211.12 （有孔）：美洲原住民直笛

- 421.211.2 （末端部份開放型）
- 421.211.3 （末端閉塞型）：水手長哨

- 421.212 （多管式外置形導管）

- 421.22 （內置形導管）

- 421.221 （單管式內置形導管）

- 421.221.1 （末端開放型）

- 421.221.11 （沒有指孔）
- 421.221.12 （有指孔）：直笛、哨笛、富吉拉笛、泰國竹笛、愛爾蘭哨笛、小直笛

- 421.221.2 （末端部份開放型）
- 421.221.3 （末端閉塞型）

- 421.221.31 （沒有指孔）
- 421.221.311 （末端為固定閉塞）：一般哨子
- 421.221.312 （末端為活動式閉塞）：滑哨

- 421.221.4 （船形有導管的笛）

- 421.221.41 （沒有指孔）
- 421.221.42 （有指孔）

- 421.221.421 （單孔）：狗哨子
- 421.221.422 （多孔）：陶笛、塤、角塤

- 421.222 （多管式內置形導管）

- 421.222.1 （末端開放型）

- 421.222.11 （沒有指孔）：管風琴內的風管音栓
- 421.222.12 （沒有指孔）：雙哨笛

- 421.222.2 （部份末端開放型）：管風琴內的「Rohrflöte」風管音栓
- 421.222.3 （末端閉塞型）：管風琴內的風管音栓
- 421.222.4 （各式混合型）

- 421.22 （內置形導管）
- 421.23 （外置及內置形導管），當中內置、外置或兩者的導管為自然原因所出現，如植物中的樹脂或竹節，這些情況下將不計入 421.22 而獨立以 421,23 歸類。

##### 422
- 422 （空氣受簧片震動所影響）

- 422.1 （雙簧片類）

- 422.11 （單管式雙簧片類）

- 422.111 （圓筒型）

- 422.111.1 （沒有孔）
- 422.111.2 （有孔）：直管、克魯姆雙簧管

- 422.112 （尖筒型）：雙簧管、英國管、柔音雙簧管、巴松管、低音巴松管、蕭姆管、大部份風笛（包括英式）、赫格管、薩魯管、嗩吶、太平箫

- 422.12 （多管式雙簧片類）

- 422.2 （單簧片類）

- 422.21 （單管式單簧片類）

- 422.211 （圓筒型）

- 422.211.1 （沒有孔）
- 422.211.2 （有孔）：單簧管、低音單簧管、中音單簧管、巴塞單簧管、巴塞管、部份歐洲風笛

- 422.212 （尖筒型）：薩克管、塔羅嘉特

- 422.22 （多管式單簧片類）：祖馬拿管

- 422.3 （活動式簧片類），定義上與 412.13 不同
- 422.4 （以草或莖作為媒介）

##### 423
- 423 （空氣受演奏者的口唇震動所影響），大部份銅管號器皆屬此子類。

- 423.1 （未有附加裝置的嘴唇振動樂器）：自然小號

- 423.11 （海螺形）

- 423.111 （從尾部吹氣）

- 423.111.2（有吹咀）：日本螺號

- 423.112 （從旁尾部吹氣）

- 423.12 （管形嘴唇振動樂器）：

- 423.121 （從尾部吹氣）

- 423.121.1 （從尾部吹氣、直身）
- 423.121.11 （從尾部吹氣、直身、沒有吹咀）：迪吉里杜管、部份阿尔卑斯长号

- 423.121.2 （從尾部吹氣、曲身）
- 423.121.22 （從尾部吹氣、曲身、有吹咀）：自然圓號、呜呜祖拉、部份阿尔卑斯长号

- 423.2 （半音制式嘴唇振動樂器，有有附加裝置改變音高）

- 423.21 （有指孔）

- 423.211 （有指孔，圓柱形管身）：按孔小號
- 423.212 （有指孔，窄圓筒管身）：木管號
- 423.213 （有指孔，闊圓筒管身）：蛇號、軍號

- 423.22 （附有伸縮吹管）：長號
- 423.23 （用閥門改變吹管長度）

- 423.231 （活閥形軍號）

- 423.231.1 （活閥形軍號、窄管身）

- 423.231.11 （活閥形軍號、管身短於2公尺）：柔音號
- 423.231.12 （活閥形軍號、管身長短於2公尺）：華格納低音號

- 423.231.2 （活閥形軍號、闊管身）：粗管上低音號、大號

- 423.232 （活閥形圓號）

- 423.232.1 （活閥形圓號、窄管身）

- 423.232.11 （活閥形圓號、窄管身短於2公尺）：短號、中音號
- 423.232.12 （活閥形圓號、窄管身長於2公尺）：圓號

- 423.232.2 （活閥形圓號、闊管身）：薩克號

- 423.233 （活閥形小號）

- 423.233.1 （活閥形小號、管身短於2公尺）：小號
- 423.233.2 （活閥形小號、管身長於2公尺）：按鍵長號

- 424 （空氣受膜的開合所影響）

#### 後綴
H&S分類法於每一分類下再設有後綴，提供部份樂器的一些補充資料。就氣鳴樂器而言，設下了以下後綴：
- -1 空氣的震動通過放大器及揚聲器增強。（只限原設計或發聲上本未有考慮擴音的需要，電子樂器歸入另一分類內。）

- -11：使用可拆除式的麥克風。
- -12：使用可拆除式的拾音器。

- -4 附有不同長度的管子或彎管（英语：Crook (music)）,能改變音高。
- -5 設有簧片圏蓋（wind-cap），樂手將圏蓋圍於簧片外，吹氣時空氣以非直接接觸通過簧片進入管身內。
- -6 附有儲氣室

- -61 儲氣室為固定形
- -62 儲氣室為活動形，可因應空氣的多少而自動縮脹。

- -7 設有指孔裝置

- -71 設有按鍵
- -72 設有 Bandmechanik （約為一種多孔式的裝置）

- -8 附有鍵盤，如中樂的中音及低音加鍵笙／排笙
- -9 附有機械裝置

例如雙簧管、單簧管等皆可加添-71的後綴。

## 外部連結
- MIMO 於2011年重新修訂的 H&S 分類列表，2011年7月8日。 （页面存档备份，存于）
- 維珍尼亞理工學院暨州立大學(VT)音樂系有關薩克斯分類法的列表。
- CIMCIM International Committee for Museums and Collections of Musical Instruments 官方網頁。 （页面存档备份，存于）